# São Sebastião do Passé
São Sebastião do Passé – miasto i gmina w Brazylii, w stanie Bahia. Znajduje się w mezoregionie Metropolitana de Salvador i mikroregionie Catu.